# Oia
Oia és un municipi de la província de Pontevedra a Galícia. Pertany a la Comarca do Baixo Miño.
| 2.639 | 2.677 | 2.893 | 2.954 | 2.912 |
| Fonts: INE i IGE (Els criteris de registre censal variaren i les dades de l'INE i de l'IGE poden no coincidir.) |       |       |       |       |

Curiositats
Oia és un dels tres únics municipis espanyols que no contenen consonants al seu nom. Els altres dos són Ea, a Biscaia, i Aia, a Guipúscoa.

## Parròquies
- Burgueira (San Pedro)
- Loureza (San Mamede)
- Mougás (Santa Uxía)
- Oia (Santa María)
- Pedornes (San Mamede)
- Viladesuso (San Miguel)